# Batelier
 (octobre 2013).
Le batelier ou marinier est un professionnel dont le métier consiste à piloter un bateau fluvial, une péniche, pousseur ou un convoi fluvial naviguant sur le réseau des voies navigables intérieures (lacs, canaux et rivières).
Le marinier vit généralement à bord, dans un espace restreint, l'essentiel du volume de ces bateaux étant dévolu au fret marchand.

## Historique
Cette profession, apparue avec la navigation sur les rivières[réf. nécessaire], a évolué notablement avec l'apparition des canaux qui a amené les familles entières à s'installer à bord du bateau.
Pendant plusieurs siècles, le nombre des membres de la corporation était important, du fait de son rôle dans l'approvisionnement en marchandises et dans le transport des voyageurs. Cependant, avec le développement du chemin de fer puis de la route, la profession ne regroupe plus maintenant qu'un petit nombre de gens vivant d'une manière assez marginale. 

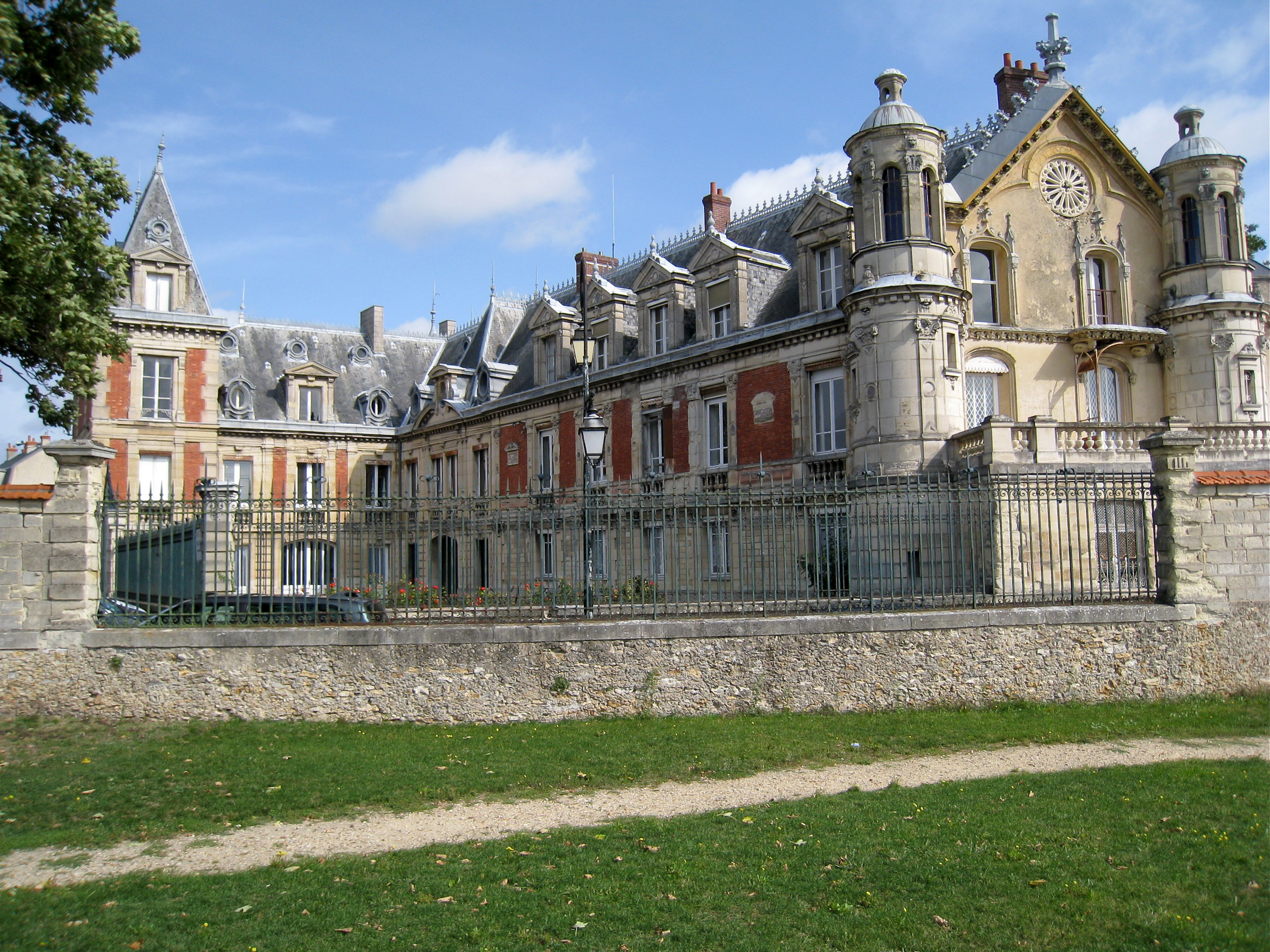
Musée de la Batellerie à Conflans-Sainte-Honorine (Yvelines)

Au milieu du XIXe siècle, la nécessité de transporter des marchandises sur de longues distances, notamment pour les besoins de l'industrie, oblige les bateliers à « faire de grands voyages ». Ils doivent (entre autres pour réduire les coûts afin d'être concurrentiel avec le chemin de fer) embarquer leurs familles qui constituent du même coup la main d'œuvre. 
Les voyages lents, souvent longs, ont longtemps éloigné les enfants de l'éducation, la seule autre possibilité étant de les placer dans des internats.
Les conditions de vie ont été difficiles jusqu'au milieu du XXe siècle. Jusqu'à cette époque (et même au-delà), l'électricité et l'eau courante ne sont pas présentes sur les péniches

## Vie de famille chez les bateliers
L'équipage d'une péniche est souvent restreint : le batelier, son épouse (généralement batelière également), un enfant, et parfois, un matelot. La vie de famille est généralement marquée par la passion pour les voyages; à chaque escale, les membres de la famille débarquent pour explorer les villes. Il est important de ne pas oublier les risques inhérents à la navigation fluviale. Les bateaux naviguent dans des ports où l'éperon d'un navire peut représenter un danger, et des accidents tels que les noyades, comme celle d'Annie Maillet en 1950, rappellent les précautions nécessaires. Norbert Teite sauva la petite Annie d'une mort certaine. Les bateliers sont généralement des mécaniciens compétents, capables d'entretenir leur moteur sans dépendre de professionnels, et savent s'occuper de l'installation électrique ou la robinetterie.
Les horaires de travail sont amples et l'entretien du bateau est régulièrement nécessaire. Les conditions météorologiques rendent parfois la vie sur le bateau plus difficile, notamment en hiver, avec les glissades sur le plat-bord verglacé. Le passage au-dessus de l'eau est effectué à l'aide d'un gambrai  ou d'un mat de charge pour rejoindre la terre ferme. D'autres taches quotidiennes comprennent le tirage d'eau du canal à l'aide d'une tinette au bout d'une corde, le soulèvement des écoutilles en fer pesant environ soixante kilogrammes et le lancer des câbles pour amarrer le bateau.
L'entrée dans les écluses, avec les bajoyers ressemblant aux doigts d'une main dans un gant, demande une attention particulière. Les remous générés par l'entrée du bateau dans l'écluse peuvent dévier la direction de la péniche, nécessitant une vigilance accrue. Cependant la vie de famille chez les bateliers est généralement marquée par le bonheur et la liberté.

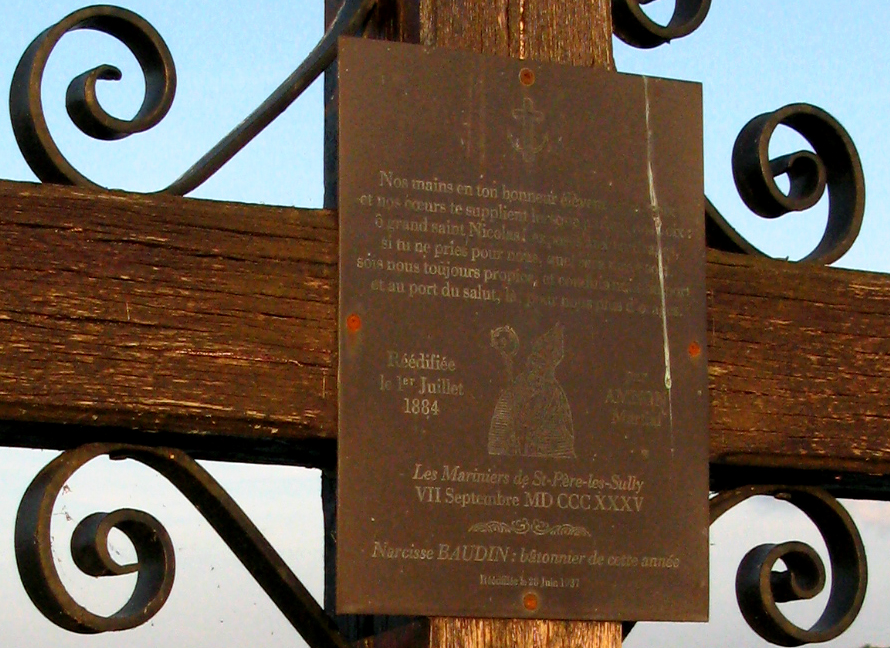
Plaque invoquant saint Nicolas fixée sur la croix érigée par les mariniers de Saint-Père-sur-Loire, avant le passage sur le pont menant sur l'autre rive, à Sully-sur-Loire

Le film de Jean Vigo, L'Atalante, et le feuilleton télévisé L'Homme du Picardie (1968), sont deux illustrations de cette profession.
Le premier est toutefois très daté, et n'a plus grand-chose à voir avec le métier actuel.

Le saint patron des mariniers et bateliers est, en France, saint Nicolas. Mais on trouve aussi les cultes de saint Roch, saint Aré (ou Arigle) dans le Nivernais, saint Clément en basse Loire, saint Thibault en Berry, sainte Philomène un peu partout (on en trouve des représentations en statue ou en vitrail à Roanne, Montauban ou Clamecy, entre autres), sainte Honorine, saint Budoc et la sainte Marie. En Espagne, c'est saint Elme.
La capitale française de la batellerie est Conflans-Sainte-Honorine. Le Musée d'intérêt national de la batellerie y a été créé en 1965. Le pardon national de la batellerie s'y déroule chaque année depuis 1960. Avant 1960 le pardon de la batellerie célébrait l'arrivée des cendres de Saint Nicolas à Bari, en Italie. L'autre pardon célébrait Sainte Honorine,.

## La profession aujourd'hui
Après un long déclin, lié à la désaffection des pouvoirs publics pour le transport fluvial[réf. nécessaire], les nouveaux enjeux écologiques ont relancé l'intérêt pour le transport par les voies navigables intérieures. La proximité avec la nature est une caractéristique notable de la vie des bateliers. Le bateau glisse sans effrayer ni les oiseaux, ni les poissons, ni les pêcheurs. La courtoisie prévaut généralement entre les bateaux qui se croisent, évitant ainsi aux bateaux chargés de marchandises de sombrer si la vitesse pendant le croisement est trop élevée.
La profession voit coexister actuellement des mariniers-artisans, souvent propriétaires d'une péniche automoteur, et des salariés de compagnies de transport affectés au pilotage de convois fluviaux poussés. Ces convois, qui peuvent atteindre 25 000 tonnes et 23 m de large sur certaines voies, poussés par des moteurs de 3 000 ch dénotent la tendance actuelle à une spécialisation et une professionnalisation accrue.
Sur ces grosses unités, en Allemagne, aux Pays-Bas, en Belgique ou aux États-Unis, les équipes de mariniers logent sur le bateau et celui-ci navigue en continu, aidé de radars la nuit et par temps de brouillard.
Les convois font également office d'entrepôt industriel provisoire, un principe très pratiqué en Allemagne et aux Pays-Bas dans le cas du flux tendu.

## Formation
- En France, les études durent trois ans et sont sanctionnées par un DEP.

Les métiers accessibles sont commandant, premier capitaine, second capitaine, timonier, matelot-timonier, mécanicien, matelot-garde moteur, matelot-niveau 1-2. Des organismes spécifiques de formation existent pour ces métiers.
- En Belgique, un certificat attribué par l'État est nécessaire : le certificat de conduite.

### Les mariniers dans la littérature
Plusieurs romans et nouvelles de Simenon se déroulent dans le milieu des mariniers;
- l'Écluse numéro 1
- l'Écluse numéro 14
- La Péniche aux deux pendus
- l'affaire du canal
- le baron de l'écluse

### Filmographie
- L'Atalante, film de fiction de Jean Vigo, 1934, 89 min
- L'Homme du Picardie, feuilleton télévisé de Jacques Ertaud, 1968
- Mariniers de Bourgogne, film documentaire d'Anne Pascal, CNRS Audiovisuel, Meudon, 1980, 52 min (VHS)
- D'une écluse à l'autre, film documentaire d'Anne Pascal, Université Paris X, Nanterre, 1986, 28 min (VHS)